# Johann Schöning
 (mars 2017).
Si vous disposez d'ouvrages ou d'articles de référence ou si vous connaissez des sites web de qualité traitant du thème abordé ici, merci de compléter l'article en donnant les références utiles à sa vérifiabilité et en les liant à la section « Notes et références ».
Johann Schöning (1458-1502) (également connu sous Schonynk) était maire de Riga. En 1476, il a été élu en tant que membre du conseil de Riga. Il est considéré comme l'un des représentants les plus importants de la ville de Riga à la fin du XVe siècle, en particulier dans la Ligue hanséatique et de Livonie Landtag, mais aussi en tant que délégué à la Suède et la Russie.
Il a écrit deux livres, «Joh. Schöninck's grott Realbuch», une chronique des événements entre 1486 à 1498, et un journal sur les Journées de la Hanse à Lubeck de 1487.
En reconnaissance de ses services à la ville de Riga en 1488, il a reçu un domaine passant à travers la rivière Daugava.
Son fils Thomas Schöning (en) servi comme archevêque de Riga.